# Bảo Tháp
Bảo Tháp (tiếng Trung: 寶塔區), Hán Việt: Bảo Tháp khu) là một quận thuộc địa cấp thị Diên An (延安市), tỉnh Thiểm Tây, Cộng hòa Nhân dân Trung Hoa. Quận này có diện tích 3556 km², trong đó diện tích đô thị là 16 km². Dân số năm 2002 là 21.000 người, mã số quận là 610602, mã bưu chính là 716000. Các đơn vị hành chính thuộc quận Bảo Tháp gồm có 3 nhai đạo.